# Tino Schwierzina
Tino Antoni Schwierzina (ur. 30 maja 1927 w Królewskiej Hucie, zm. 29 grudnia 2003 w Berlinie) – niemiecki prawnik i polityk, ostatni burmistrz Berlina Wschodniego (1990–1991), wiceprzewodniczący berlińskiej Izby Deputowanych (1991–1995).

## Życiorys
Urodził się na Górnym Śląsku, na terenie dzisiejszego Chorzowa, w rodzinie lekarza. Dzieciństwo spędził w Magdeburgu. W 1944 roku został wcielony do Wehrmachtu. Od 1945 do 1948 przebywał w amerykańskim obozie jenieckim. Schwierzina zdał maturę w 1948 roku i do 1952 roku studiował prawo na Uniwersytecie Humboldtów w Berlinie, specjalizując się w prawie handlowym. 

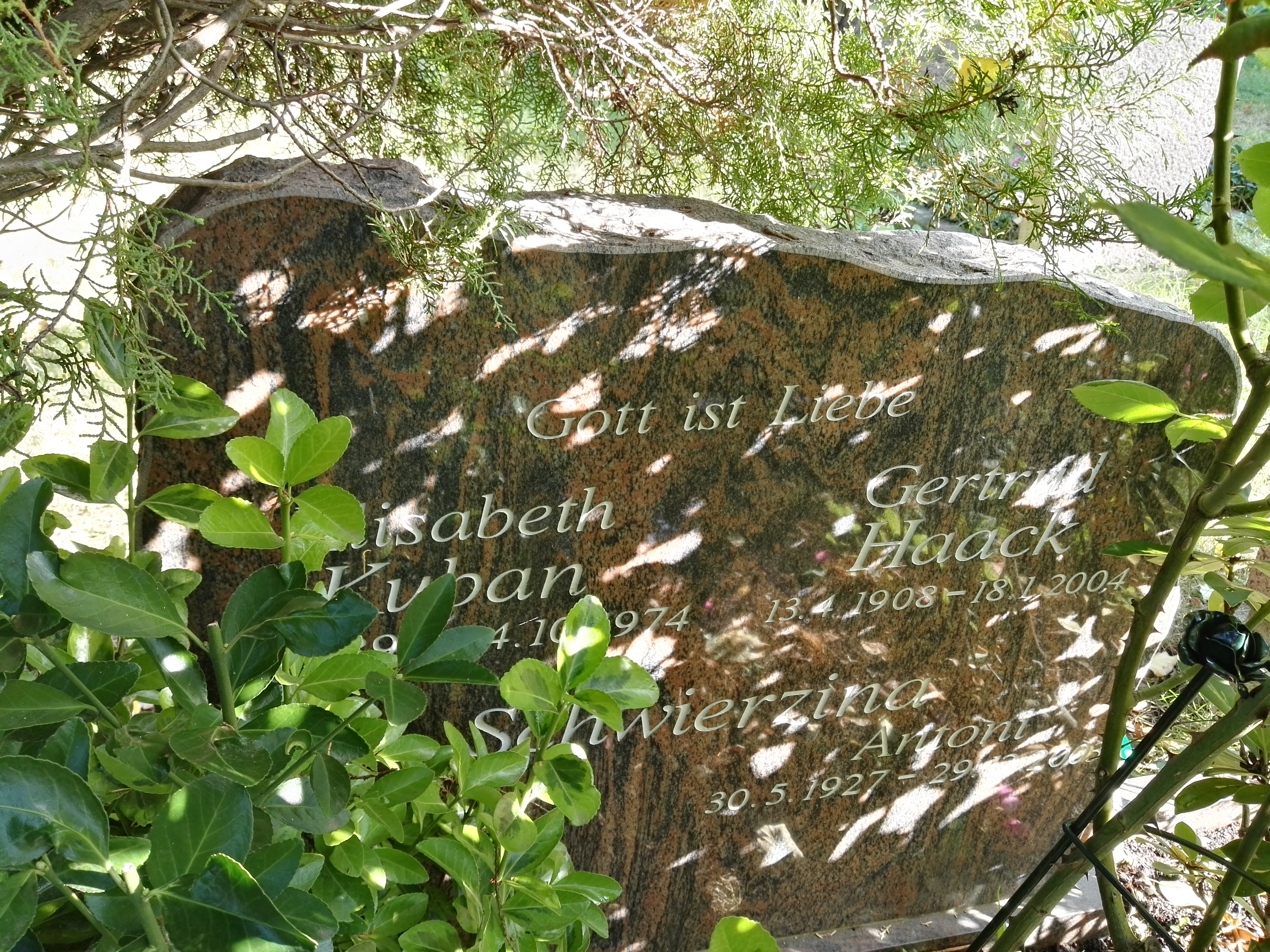
Grób Tino Schwierziny

Od 1952 roku Schwierzina był zatrudniony jako prawnik specjalizujący się w prawie handlowym, pracując w różnych wschodnioniemieckich państwowych przedsiębiorstwach sektora spożywczego, m.in. w VEB Bärensiegel. W 1963 roku został skazany na sześć miesięcy pozbawienia wolności w zawieszeniu za pomoc w ucieczce z kraju (Beihilfe zur Republikflucht). Do 1989 pracował w zawodzie prawnika. Jego przyjacielem był Günter Guillaume – Schwierzina był świadkiem na jego ślubie.
W 1989 roku należał do założycieli SPD w Niemczech Wschodnich (Ost-SPD). W pierwszych wolnych wyborach w NRD Schwierzina został wybrany do rady miejskiej Berlina Wschodniego. Od 30 maja 1990 do 11 stycznia 1991 pełnił funkcję ostatniego nadburmistrza Berlina Wschodniego. W latach 1991–1995 był deputowanym do berlińskiej Izby Deputowanych, gdzie pełnił funkcję wiceprzewodniczącego tego gremium.
Od czerwca 2014 roku jedna z ulic w Berlinie-Heinersdorfie nosi imię Schwierziny. Zmarł w 2003 roku. Został pochowany na St.-Hedwig-Friedhof II w Berlinie-Weißensee.